# いのちの初夜
『いのちの初夜』（いのちのしょや）は、北条民雄の短編小説。雑誌『文學界』（1936年2月号）に掲載され、第2回文學界賞を受賞した。原題は「最初の一夜」で、川端康成により「いのちの初夜」に改題された。第3回芥川賞の候補にもなった。

## 概要
ハンセン病の診断を受けた主人公・尾田が、療養施設に入所した日とその夜に起きた出来事や感じたことを描いた小説である。作品の冒頭でその施設の立地は「東京から二十マイルそこそこの」と記述されており、これは作者である北條民雄が入所した東京府北多摩郡東村山村の国立療養所多磨全生園（全生園）の位置とほぼ一致する。
角川文庫で発売されていた同名の本には、そのほかに「眼帯記」「癩院受胎」「癩院記録」「続癩院記録」「癩家族」「望郷歌」「吹雪の産声」の7作が収められているが、いずれも癩（らい、ハンセン病）の隔離施設が舞台になっている。